# 金瀬胖
金瀬 胖（かなせ ゆたか、1944年 - 2024年2月7日）は、日本の写真家。写真集の編集者でもあった。
写真集『ZONE』で第12回「写真の会賞」受賞。日本写真家協会会員、現代写真研究所講師、日本リアリズム写真集団代表理事。

## 経歴
- 1944年、千葉県生まれ。慶應義塾大学で学び、団体職員として働く[1][4]。金瀬俊雄(教師、千葉県議会議員、衆議院議員を歴任)の次男。
- 1970年4月9日に長洲真知子(長洲一二(横浜国立大学教授、神奈川県知事を歴任)の長女)と結婚[5]
- 1991年よりフリーとして活動を開始。
- 2000年、写真集『ZONE』で、第12回「写真の会賞」を受賞。
- 2003年5月、『週刊金曜日』にて「東海村で桜に異変―JCO臨界事故から4年」を掲載。
- 2004年、現代写真研究所の教務主任となる[6]。
- 2024年2月7日、死去[2]。訃報は同月15日に現代写真研究所より発表された[2]。

## 個展・団体展
- 1984年、個展「日本フィル」
- 1989年、全国巡回展「輸入食品」
- 1992年、個展「音が生まれる」（葛飾シンフォニーホール）
- 1995年、個展「千葉・所業風色」（コニカプラザ）
- 1998年、個展「姿婆風景」（コニカプラザ）
- 2003年、日本写真家協会企画展「日本の光景」（東京都写真美術館）に出展。
- 2009年7月、個展「千葉 銀色の街」（コニカミノルタプラザ）[1]

## 写真集
- 共著『日本フィル』、1985年[1]。
- 共著『上海青浦の春』、1992年[1]。
- 『ZONE 終の国』Mole（モール）、1999年5月。ISBN 978-4-9386-2831-4。
- 共著『坂本弁護士救出運動の記録』、2000年。写真記録[1]。
- 『THE DAY AFTER 東海村 臨界の記憶』冬青社、2004年11月。ISBN 978-4-8877-3026-7。
- 『EXPOSED 東海村感光録』新宿書房、2007年7月。ISBN 978-4-8800-8369-8。[7]
- 『金瀬胖写真集 浦廻うらめぐり CHIBA 1976-2009』現代写真研究所出版局、2010年4月。ISBN 978-4-9035-6405-0。
- 桜井雄一郎 編『路上の伝記 金瀬胖写真集』鈴木一誌 ブックデザイン、現代写真研究所出版局、2015年12月。ISBN 978-4-9035-6421-0。Cコード C0072。

## 編集した写真集
- 『加藤朋子写真集 子ども大好き』（2007年）
- 『大野 裕子 宍塚の里山と子どもたち』（2008年）